# Констанца Австрийска
Констанца Австрийска (на немски: Konstanze von Österreich; на полски: Konstancja Habsburżanka) от фамилията Хабсбурги е ерцхерцогиня на Австрия и чрез женитба от 1605 до 1631 г. кралица на Полша и велика княгиня на Литва.

## Биография
Родена е на 24 декември 1588 в Грац, Хабсбурска монархия. Дъщеря е на Карл II ерцхерцог на Австрия (1540 – 1590) и съпругата му принцеса Мария Анна Баварска (1551 – 1608), дъщеря на херцог Албрехт V от Бавария.
На 11 декември 1605 г. Костанца се омъжва във Варшава за крал Сигизмунд III от Полша (1566 – 1632) от род Васа, вдовец на нейната сестра Анна.
Констанца композира музикални произведения. Тя се грижи по време на епидемия от чума във Варшава над три месеца за бедните с храна и дрехи. Нейният брак е щастлив и двамата не са поляци.
Умира на 10 юли 1631 година във Варшава, Жечпосполита. Погребана е в катедралата Вавел в Краков.

## Деца
Констанца има от брака си седем деца:
- Йохан (Ян) Казимир (1607 – 1608)
- Ян II Кажимеж (1609 – 1672), крал на Полша, велик княз на Литва, титулар крал на Швеция

∞ 1649 принцеса Луиза Мария Гонзага от Неверс (1611 – 1667), вдовица на неговия полубрат Владислав IV Васа
- Йохан (Ян) Албрехт (1612 – 1634), епископ на Краков, кардинал
- Карл Фердинанд (1613 – 1655), епископ на Бреслау, княз на Найсе, херцог на Опелн и Ратибор
- Александер Карл (1614 – 1634)
- Анна Константина (*/† 1616)
- Анна Катарина Констанца (1619 – 1651)

∞ 1642 пфалцграф и херцог Филип Вилхелм фон Нойбург (1615 – 1690)

## Галерия
- Ерцхерцогиня Констанца, кралица на Полша, ок. 1603
- Констанца Австрийска, кралица на Полша, ок. 1605
- Сигизмунд III Васа
- Ян II Кажимеж
- Анна Катарина Констанца